# Bertil Antonsson
Pour les articles homonymes, voir Antonsson.
Bertil Antonsson (né le 19 juillet 1921 et mort le 27 novembre 2006) est un lutteur suédois spécialiste de la lutte gréco-romaine et de la lutte libre.

## Biographie
Il participe aux Jeux olympiques d'été de 1948, aux Jeux olympiques d'été de 1952 et aux Jeux olympiques d'été de 1960en lutte libre et remporte la médaille d'argent en 1948 et en 1952 en combattant dans la caté gorie des poids lourds (+ 87 kg). Puis, il participe aux Jeux olympiques d'été de 1956 en lutte gréco-romaine mais termine à la cinquième place.

## Palmarès

### Jeux olympiques
- Jeux olympiques de 1948 à Londres,  Royaume-Uni
  -  Médaille d'argent.
- Jeux olympiques de 1952 à Helsinki,  Finlande
  -  Médaille d'argent.